# 아이 am BEST
《아이 am BEST》(일본어: 愛 am BEST 아이 am BEST[*])는 일본의 가수 오쓰카 아이가 발매한 베스트 앨범이다. 2007년 3월 28일에 발매되었는데, 이때 발매된 것은 CD에 DVD를 더한 CD+DVD반 뿐이고, 같은 해 4번째 정규 앨범 《LOVE PiECE》가 발매되던 9월 26일에 베스트 앨범의 히트를 기념하여 CD반도 발매되었다.
시기 상으로는 앨범 《LOVE COOK》 이후에 발매된 싱글들(〈[[프렌저|フレンジャー]]〉, 〈[[유메쿠이|ユメクイ]]〉 등)보다도 늦게 발매되었지만, 이 앨범에는 앨범 《LOVE COOK》 발매 이전의 곡들만 수록되어 있다. 앨범의 마지막 곡으로 수록된 〈LOVE MUSiC〉은 발매 당시에는 뮤직 비디오를 찍지 않았으나, 베스트 앨범에 수록되면서 새로 뮤직 비디오를 촬영하였다.
이 앨범에는 비밀 트랙이 숨겨져 있는데, 마지막 곡 〈LOVE MUSiC〉이 끝난 이후 14번 트랙부터 98번 트랙까지 각각 5초 간의 묵음이 흐른다. 그런 뒤에 99번 트랙에 〈BABASHIのテーマ (BABASHI의 테마)〉라는 곡이 흘러 나오도록 되어 있다. DVD에도 〈Best Of BABASHI〉라는 숨겨진 영상이 존재한다.
자켓 사진은 오쓰카 아이 본인의 이름이기도 한 "愛"가 큼지막하게 써 있고, 첫회반에 들어 있는 도장에도 "愛"가 새겨져 있다. 앨범 명인 《愛 am BEST》도 알파벳 "I"와 자신의 이름 "愛(아이)"가 똑같이 소리난다는 것을 이용해서 정한 것이라 할 수 있다.
이 앨범은 2007년 4월 둘째 주 오리콘 주간 앨범 차트에서 35만장 대의 판매량으로 1위를 차지했다. 첫주 판매량만으로는 오쓰카 아이의 앨범들 중 가장 좋은 기록이다.

## 트랙리스트
CD
1. [[모모노하나비라|桃ノ花ビラ]] (복숭아 꽃잎)
2. [[사쿠람보|さくらんぼ]] (체리)
3. [[아마엠보|甘えんぼ]] (응석받이)
4. Happy Days
5. [[깅쿄하나비|金魚花火]] (금붕어 불꽃)
6. [[다이스키다요|大好きだよ。]] (정말 좋아해요.)
7. [[구로게와규죠시오탄야키680엔|黒毛和牛上塩タン焼680円]] (검은 털 일본 소 혀 소금구이 680엔)
8. Cherish
9. SMILY
10. [[SMILY / 비다마|ビー玉]] (유리구슬)
11. [[네코니후센|ネコに風船]] (고양이에게 풍선)
12. [[플라네타륨 (오쓰카 아이의 노래)|プラネタリウム]] (플라네타륨 (Planetarium))
13. LOVE MUSiC

DVD
1. 桃ノ花ビラ (복숭아 꽃잎) (Music Clip)
2. さくらんぼ (체리) (Music Clip)
3. 甘えんぼ (응석받이] (Music Clip)
4. Happy Days (Music Clip)
5. 金魚花火 (금붕어 불꽃) (Music Clip)
6. 大好きだよ。 (정말 좋아해요.) (Music Clip)
7. 黒毛和牛上塩タン焼680円 (검은 털 일본 소 혀 소금구이 680엔) (Music Clip)
8. Cherish (Music Clip)
9. SMILY (Music Clip)
10. ビー玉 (유리구슬) (Music Clip)
11. ネコに風船 (고양이에게 풍선) (Music Clip)
12. プラネタリウム (플라네타륨 (Planetarium)) (Music Clip)
13. LOVE MUSiC (Music Clip)